# 北京大学 (小惑星)
北京大学(7072 Beijingdaxue)は、小惑星帯の小惑星である。
1996年2月3日に北京天文台CCD小惑星観測プログラムにより発見された。
中華人民共和国で最も古く、また最も名声のある北京大学の創立100周年を記念して命名された。

## 註
1. ↑  Minor Planet Designations